# Etten-Leur
Etten-Leur (jusqu'en 1968 Etten en Leur, « Etten-et-Leur ») est un village et une commune des Pays-Bas de la province du Brabant-Septentrional. En août 2017, la population d'Etten-Leur était de 43 382 habitants. Etten-Leur se situe à 9 km à l'ouest de Bréda. La proximité de l'autoroute A16 et de routes nationales ainsi que la présence d'une gare ferroviaire au trafic élevé en font un nœud de circulation d'importance régionale.

## Galerie

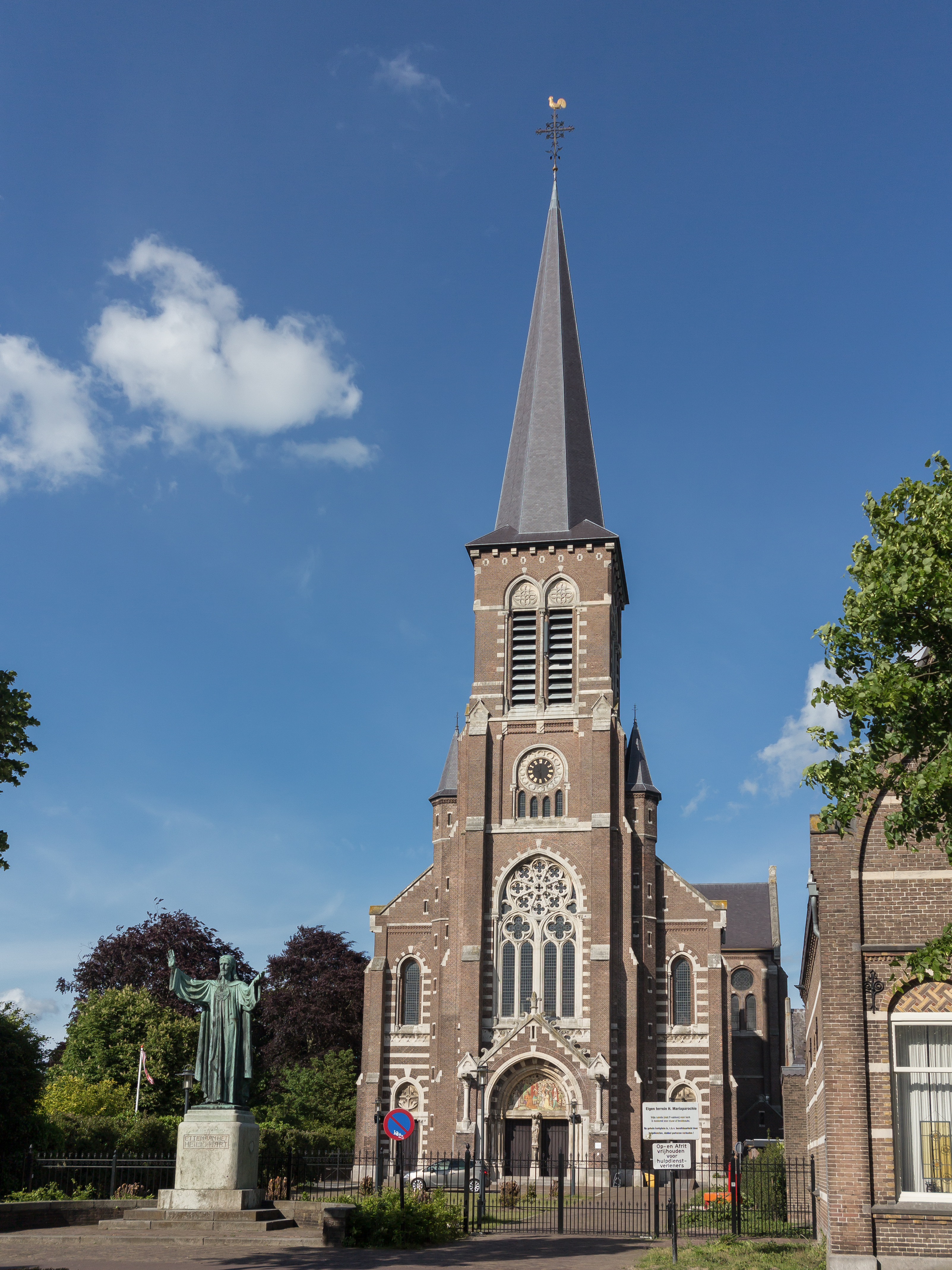
Église de Sint Lambertuskerk.
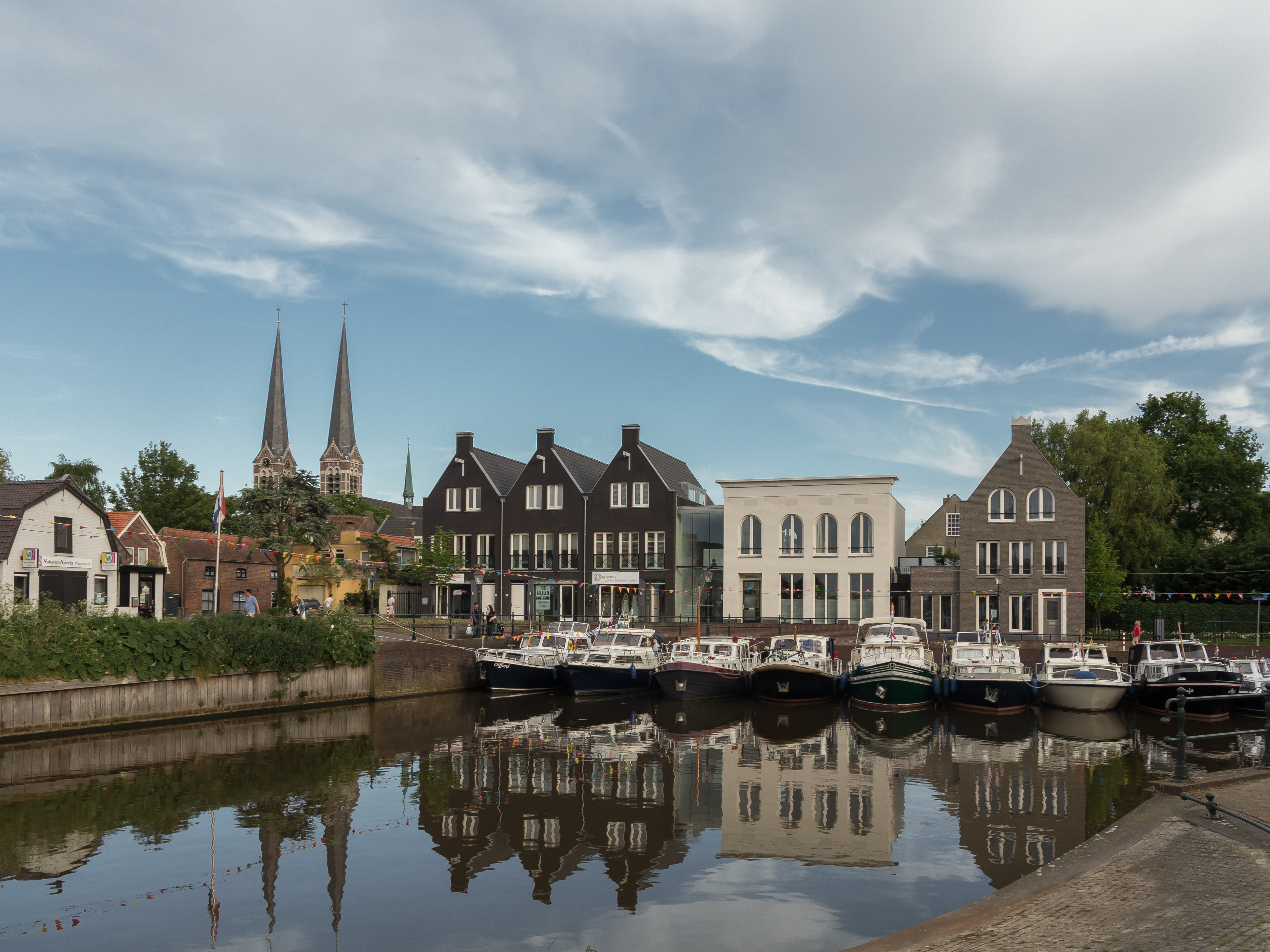
Port de Leurse Haven.
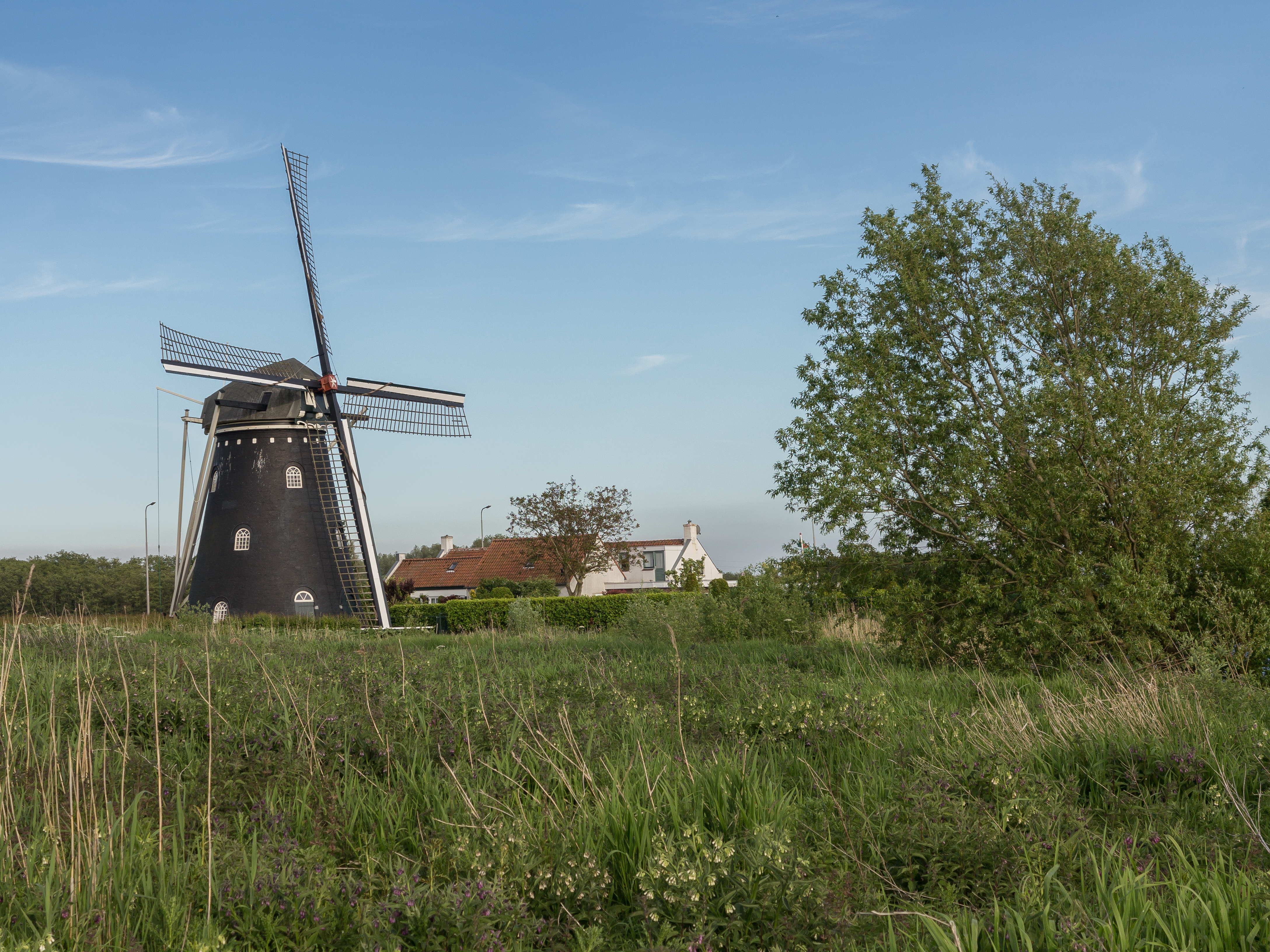
Moulin de Zwartenbergse molen.
Moulin au quartier nouveau.
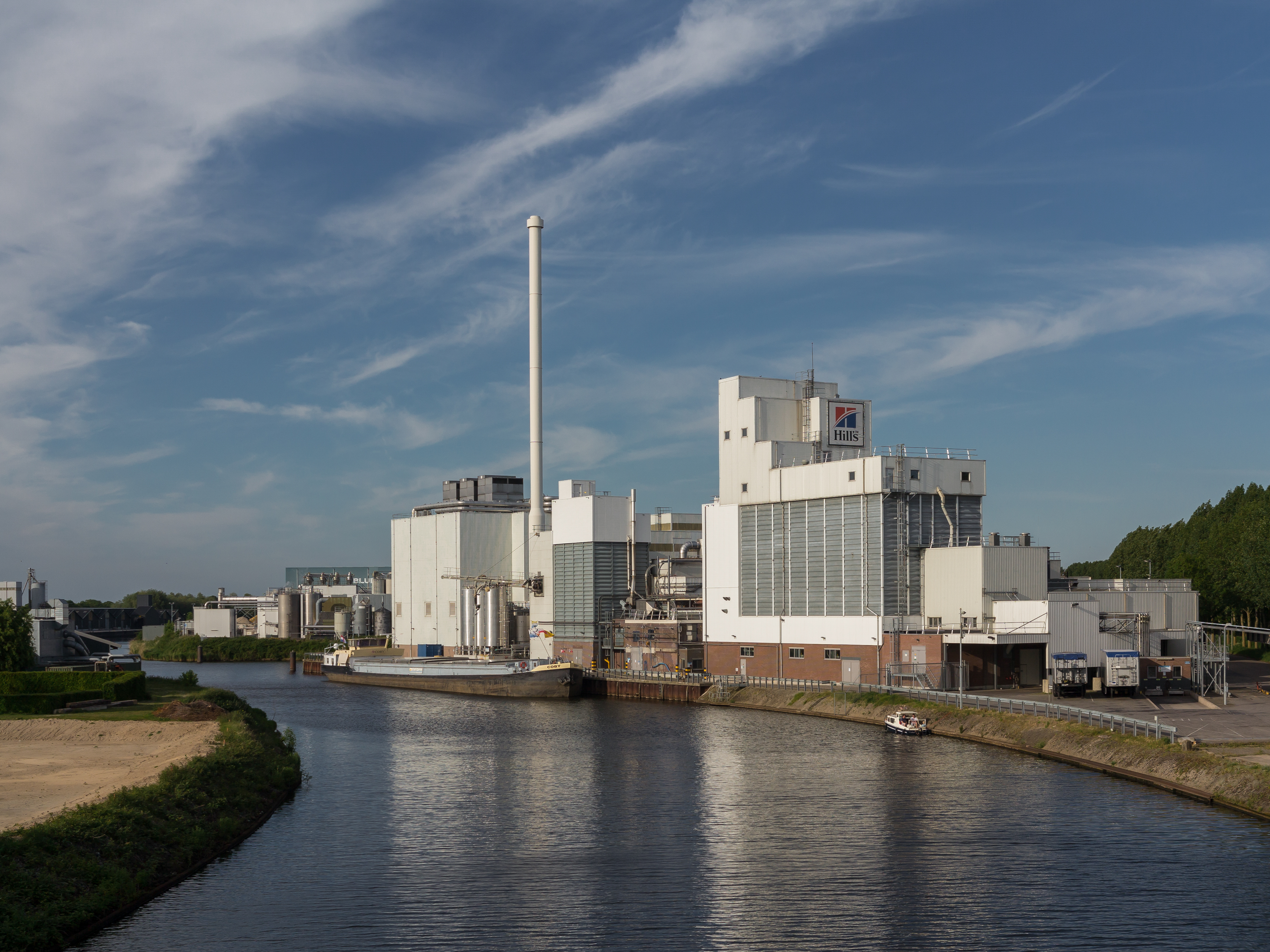
Manufacture Hill's Pet Nutrition Manufacturing le long du Mark.

## Transport
Etten-Leur possède une gare ferroviaire sur la ligne reliant Rosendael à Bréda.